# Tour du Poitou-Charentes 2020
Il Tour du Poitou-Charentes 2020, trentaquattresima edizione della corsa, si svolse dal 27 al 30 agosto 2020 su un percorso di 671 km ripartiti in 5 tappe, con partenza da Montmoreau-Saint-Cybard  e arrivo a Poitiers. Fu vinto dal francese Arnaud Démare della FDJ davanti al ceco Josef Černý e allo statunitense Joey Rosskopf.

## Tappe
| Tappa  | Data      | Percorso                                                | km    | Vincitore di tappa | Leader cl. generale |
| ------ | --------- | ------------------------------------------------------- | ----- | ------------------ | ------------------- |
| 1ª     | 27 agosto | Montmoreau-Saint-Cybard > Royan                         | 199,9 | Arnaud Démare      | Arnaud Démare       |
| 2ª     | 28 agosto | Royan > Echiré                                          | 186,3 | Arnaud Démare      | Arnaud Démare       |
| 3ª     | 29 agosto | Chasseneuil-du-Poitou > Jeunay-Marigny                  | 97,9  | Sander Armée       | Arnaud Démare       |
| 4ª     | 29 agosto | Chasseneuil-du-Poitou > Futuroscope (cron. individuale) | 22,5  | Josef Černý        | Josef Černý         |
| 5ª     | 30 agosto | Thénezay > Poitiers                                     | 164,6 | Arnaud Démare      | Arnaud Démare       |
| Totale | Totale    | Totale                                                  | 671   |                    |                     |

## Dettagli delle tappe

### 1ª tappa
- 27 agosto: Montmoreau-Saint-Cybard > Royan – 199,9 km

| Pos. | Corridore         | Squadra       | Tempo    |
| ---- | ----------------- | ------------- | -------- |
| 1    | Arnaud Démare     | FDJ           | 4h59'58" |
| 2    | Álvaro Hodeg      | Deceuninck    | s.t.     |
| 3    | Alexander Krieger | Alpecin-Fenix | s.t.     |

| Pos. | Corridore      | Squadra    | Tempo    |
| ---- | -------------- | ---------- | -------- |
| 1    | Arnaud Démare  | FDJ        | 4h59'48" |
| 2    | Álvaro Hodeg   | Deceuninck | a 4"     |
| 3    | Silvan Dillier | AG2R       | a 5"     |

### 2ª tappa
- 28 agosto: Royan > Echiré – 186,3 km

| Pos. | Corridore           | Squadra       | Tempo    |
| ---- | ------------------- | ------------- | -------- |
| 1    | Arnaud Démare       | FDJ           | 4h07'43" |
| 2    | Ivan Garcia Cortina | Bahrain       | s.t.     |
| 3    | Alexander Krieger   | Alpecin-Fenix | s.t.     |

| Pos. | Corridore         | Squadra       | Tempo    |
| ---- | ----------------- | ------------- | -------- |
| 1    | Arnaud Démare     | FDJ           | 9h07'21" |
| 2    | Alexander Krieger | Alpecin-Fenix | a 12"    |
| 3    | Silvan Dillier    | AG2R          | a 15"    |

### 3ª tappa
- 29 agosto: Chasseneuil-du-Poitou > Jeunay-Marigny – 97,9 km

| Pos. | Corridore    | Squadra      | Tempo    |
| ---- | ------------ | ------------ | -------- |
| 1    | Sander Armée | Lotto Soudal | 2h11'13" |
| 2    | Luca Mozzato | B&B Hotels   | a 3"     |
| 3    | Álvaro Hodeg | Deceuninck   | s.t.     |

| Pos. | Corridore         | Squadra       | Tempo     |
| ---- | ----------------- | ------------- | --------- |
| 1    | Arnaud Démare     | FDJ           | 11h18'37" |
| 2    | Alexander Krieger | Alpecin-Fenix | a 12"     |
| 3    | Silvan Dillier    | AG2R          | a 15"     |

### 4ª tappa
- 29 agosto: Chasseneuil-du-Poitou > Futuroscope (cron. individuale) – 22,5 km

| Pos. | Corridore       | Squadra  | Tempo  |
| ---- | --------------- | -------- | ------ |
| 1    | Josef Černý     | CCC Team | 26'01" |
| 2    | Alexis Gougeard | AG2R     | a 17"  |
| 3    | Arnaud Démare   | FDJ      | a 21"  |

| Pos. | Corridore     | Squadra  | Tempo     |
| ---- | ------------- | -------- | --------- |
| 1    | Josef Černý   | CCC Team | 11h44'58" |
| 2    | Arnaud Démare | FDJ      | a 1"      |
| 3    | Joey Rosskopf | CCC Team | a 20"     |

### 5ª tappa
- 30 agosto: Thénezay > Poitiers – 164,6 km

| Pos. | Corridore           | Squadra       | Tempo    |
| ---- | ------------------- | ------------- | -------- |
| 1    | Arnaud Démare       | FDJ           | 3h34'13" |
| 2    | Ivan Garcia Cortina | Bahrain       | s.t.     |
| 3    | Alexander Krieger   | Alpecin-Fenix | s.t.     |

| Pos. | Corridore     | Squadra  | Tempo     |
| ---- | ------------- | -------- | --------- |
| 1    | Arnaud Démare | FDJ      | 15h18'59" |
| 2    | Josef Černý   | CCC Team | a 12"     |
| 3    | Joey Rosskopf | CCC Team | a 32"     |

## Classifiche finali

### Classifica generale
| Pos. | Corridore          | Squadra                          | Tempo     |
| ---- | ------------------ | -------------------------------- | --------- |
| 1    | Arnaud Démare      | FDJ                              | 15h18'59" |
| 2    | Josef Černý        | CCC Team                         | a 12"     |
| 3    | Joey Rosskopf      | CCC Team                         | a 32"     |
| 4    | Thibault Guernalec | Team Arkéa-Samsic                | a 39"     |
| 5    | Alexis Gougeard    | Ag2r-La Mondiale                 | a 45"     |
| 6    | Benjamin Thomas    | FDJ                              | s.t.      |
| 7    | Elmar Reinders     | Riwal Securitas Cycling Team     | a 59"     |
| 8    | Julius Johansen    | Uno-X Norwegian Development Team | a 1'03"   |
| 9    | Yoann Paillot      | ST Michel Auber                  | a 1'10"   |
| 10   | Silvan Dillier     | Ag2r-La Mondiale                 | a 1'12"   |